# 趙德潤
原國公趙德潤（965年？—1003年4月3日），字溫玉，祖籍涿郡（今河北省保定市清苑縣）人，宋朝宗室、魏悼王趙廷美的第七子。

## 生平
史籍記載趙德潤個性好學，善於寫詩，早年跟隨父親趙廷美被徙置房陵，淳化元年（990年），朝廷授他右領軍衞將軍一職，後曾任右羽林將軍。
咸平六年（1003年），趙德潤去世，無子女，贈封應州觀察使，追封金城侯，後改原國公。

## 家族

### 祖父母
- 趙弘殷，宋宣祖昭武皇帝
- 昭憲太后杜氏

### 父母
- 趙廷美，魏悼王
- 張令鐸女楚國夫人